# Guldvisslare
Guldvisslare (Pachycephala pectoralis) är en fågel i familjen visslare inom ordningen tättingar.

## Utseende och läte
Guldvisslaren är en kompakt tätting med kort och spetsig näbb. Hanen är olivgrön ovan och gul under. Huvudet är svart och strupen vit. Honan är övervägande gråaktig med gul anstrykning undertill, åtminstone på undre stjärttäckarna. Sången består av en ljudlig genomträngande vissling med ett snärtande slut. Olivvisslaren är mycket brunare på undersidan, med prydligt definierad vitaktig haklapp.

## Utbredning och systematik
Traditionellt har guldvisslaren behandlats som en mycket vida spridd fågel, förekommande i stora delar av Sydöstra Asien, östra Stilla havet och Australien. Den härbärgerade över sextio underarter, ett rekord i fågelvärlden. Numera lyfts vanligen ett antal av de tidigare underarterna ut som egna arter:
- Halmaheravisslare (P. mentalis)
- Bandavisslare (P. macrorhyncha)
- Bismarckvisslare (P. citreogaster)
- Vanuatuvisslare (P. chlorura)
- Salomonvisslare (P. orioloides)
- Rennellvisslare (P. feminina)
- Louisiadvisslare (P. collaris)
- Nyakaledonienvisslare (P. caledonica)
- Orangebröstad visslare (P. fulvotincta)
- Fijivisslare (P. vitiensis)
- Baliemvisslare (P. balim)
- Temotuvisslare (P. utupuae eller P. vanikorensis)

Efter uppdelningen behåller guldvisslare fem underarter, alla med utbredning i Australien med kringliggande öar.
- Pachycephala pectoralis occidentalis – förekommer i sydvästra Australien (Shark Bay till Eucla)
- Pachycephala pectoralis fuliginosa – förekommer i sydcentrala Australia (sydöstra South Australia österut tull sydöstra South Australia och sydvästra New South Wales)
- Pachycephala pectoralis glaucura – förekommer i Tasmanien och Flinders island (Bass Strait)
- Pachycephala pectoralis youngi – förekommer i sydöstra Australien (centrala New South Wales till sydväst Victoria), flyttar norrut
- Pachycephala pectoralis pectoralis – förekommer i östra Australien (Cooktown, Queensland till Hunter River, New South Wales
- Pachycephala pectoralis contempta – förekommer på Lord Howeön
- Pachycephala pectoralis xanthoprocta – förekommer på Norfolkön

Birdlife International behåller delar av den gamla indelningen, genom att inkomporera baliemvisslare, bismarckvisslare, västaustralisk visslare, vanuatuvisslare, louisiadvisslare och bandavisslare (dock ej två av dess underarter, som istället urskiljs som den egna arten Pachycephala par).

## Status
IUCN kategoriserar arten som livskraftig men följer Birdlife Internationals taxonomi (se ovan).